# Wallflower (album)
Wallflower è il dodicesimo album in studio della cantante canadese Diana Krall, pubblicato nel febbraio 2015.
L'album è arrivato in prima posizione in Portogallo (per 2 settimane), Spagna ed Ungheria, in seconda nella Billboard Canadian Albums e Polonia, in quarta in Francia e Norvegia, in quinta in Svizzera ed Austria, in sesta nella Repubblica Ceca e Grecia, in settima nei Paesi Bassi, Australia e Croazia, in nona in Germania, Italia e Nuova Zelanda e decima in Danimarca e nella Billboard 200 arrivando a 600 000 copie in questi primi mesi.
THE COMPLETE SESSIONS, la versione definitiva, include altri otto brani in cui, tra gli altri, la Krall interpreta Joni Mitchell (A Case of You), Neil Young (Heart of Gold), duetta con Sarah McLachlan in If you Could Read My Mind di Gordon Lightfoot e con Vince Gill nel brano di Fred Neil Everybody's Talkin’.

## Tracce
| N.            | Titolo                                              | Autori                              | Artista originale     | durata |
| ------------- | --------------------------------------------------- | ----------------------------------- | --------------------- | ------ |
| 1.            | "California Dreamin'"                               | - John Phillips - Michelle Phillips | The Mamas & the Papas | 3:17   |
| 2.            | "Desperado"                                         | - Don Henley - Glenn Frey           | Eagles                | 3:32   |
| 3.            | "Superstar"                                         | - Bonnie Bramlett - Leon Russell    | Delaney & Bonnie      | 4:16   |
| 4.            | "Alone Again (Naturally)" (duet with Michael Bublé) | Gilbert O'Sullivan                  | Gilbert O'Sullivan    | 3:50   |
| 5.            | "Wallflower" (featuring Blake Mills)                | Bob Dylan                           | Doug Sahm             | 3:05   |
| 6.            | "If I Take You Home Tonight"                        | Paul McCartney                      | Diana Krall           | 3:52   |
| 7.            | "I Can't Tell You Why"                              | - Timothy B. Schmit - Henley - Frey | Eagles                | 3:40   |
| 8.            | "Sorry Seems to Be the Hardest Word"                | - Elton John - Bernard Taupin       | Elton John            | 4:11   |
| 9.            | "Operator (That's Not the Way It Feels)"            | Jim Croce                           | Jim Croce             | 3:41   |
| 10.           | "I'm Not in Love"                                   | - Graham Gouldman - Eric Stewart    | 10cc                  | 3:52   |
| 11.           | "Feels Like Home" (duet with Bryan Adams)           | Randy Newman                        | Linda Ronstadt        | 4:21   |
| 12.           | "Don't Dream It's Over"                             | Neil Finn                           | Crowded House         | 3:37   |
| Durata totale | Durata totale                                       | Durata totale                       | Durata totale         | 45:14  |

| N.            | Titolo                                      | Autori                                        | Artista originale                | durata |
| ------------- | ------------------------------------------- | --------------------------------------------- | -------------------------------- | ------ |
| 13.           | "In My Life"                                | - John Lennon - McCartney                     | The Beatles                      | 3:53   |
| 14.           | "Yeh, Yeh" (duet with Georgie Fame)         | - Rodgers Grant - Pat Patrick - Jon Hendricks | Georgie Fame and the Blue Flames | 3:08   |
| 15.           | "Sorry Seems to Be the Hardest Word" (live) | - John - Taupin                               | Elton John                       | 3:44   |
| 16.           | "Wallflower" (live)                         | Dylan                                         | Doug Sahm                        | 3:09   |
| Durata totale | Durata totale                               | Durata totale                                 | Durata totale                    | 59:08  |

| N.            | Titolo                                                  | Autori           | Artista originale | durata |
| ------------- | ------------------------------------------------------- | ---------------- | ----------------- | ------ |
| 17.           | "A Case of You"                                         | Joni Mitchell    | Joni Mitchell     | 4:55   |
| 18.           | "If You Could Read My Mind" (featuring Sarah McLachlan) | Gordon Lightfoot | Gordon Lightfoot  | 3:44   |
| 19.           | "Everybody's Talkin'" (featuring Vince Gill)            | Fred Neil        | Fred Neil         | 3:36   |
| 20.           | "Heart of Gold"                                         | Neil Young       | Neil Young        | 2:51   |
| Durata totale | Durata totale                                           | Durata totale    | Durata totale     | 74:14  |